# イリエ・サンチェス・ファレス
イリエ・サンチェス こと イリエ・サンチェス・ファレス（Ilie Sánchez Farrés, 1990年11月21日 - ）は、スペイン・カタルーニャ州バルセロナ県バルセロナ出身のサッカー選手。オースティンFCに所属。登録ポジションはMFであるが、その他のポジションも柔軟にこなせる選手である。

## 経歴
イリエ・サンチェスは1990年にスペイン・カタルーニャ州バルセロナ県バルセロナで生まれると、5歳になった1995年、FCバルセロナの下部組織へと入団した。その後、1999年になってUBカタロニアに移籍、PBコルブランクを経て2005年、16歳でUEコルネリャに入団し、ここで2シーズンを過ごした。翌2007年になって8年ぶりにFCバルセロナ下部組織に復帰、以後は順調に昇格して2009年にはリザーブチームであるFCバルセロナBに昇格している。
2010年、トップチームが行ったアジア遠征では、ボージャンとジェフレンが故障により参加出来なかったこともあり、トップチームに帯同した。2010-11及び2011-12シーズンは2010年11月に行われたUEFAチャンピオンズリーググループリーグのパナシナイコスFC戦にトップチーム招集される などしたが、トップチームの公式戦出場はゼロである。
2014年6月、2. ブンデスリーガのTSV1860ミュンヘンへの移籍が発表された。
2015年8月31日、リーガ・エスパニョーラのエルチェCFにレンタル移籍。
2017年1月13日、スポルティング・カンザスシティに移籍した。
2022年1月12日、ロサンゼルスFCに2年契約で移籍した。
2024年12月31日、オースティンFCに1年契約で移籍した。

## 個人成績

### クラブでの成績
| 年度          | クラブ        | リーグ        | 背番号        | リーガ | リーガ | 国王杯 | 国王杯 | UEFA CL | UEFA CL | その他 | その他 | シーズン通算 | シーズン通算 |
| 年度          | クラブ        | リーグ        | 背番号        | 出場   | 得点   | 出場   | 得点   | 出場    | 得点    | 出場   | 得点   | 出場         | 得点         |
| ------------- | ------------- | ------------- | ------------- | ------ | ------ | ------ | ------ | ------- | ------- | ------ | ------ | ------------ | ------------ |
| 2009-10       | FCバルセロナB | セグンダB     | -             | 22     | 1      | —      | —      | —       | —       | —      | —      | 22           | 1            |
| 2010-11       | FCバルセロナB | セグンダ      | -             | 24     | 1      | —      | —      | —       | —       | —      | —      | 24           | 1            |
| 2011-12       | FCバルセロナB | セグンダ      | -             | 1      | 0      | —      | —      | —       | —       | —      | —      | 1            | 0            |
| 2012-13       | FCバルセロナB | セグンダ      | -             | 29     | 0      | —      | —      | —       | —       | —      | —      | 29           | 0            |
| セグンダ通算  | セグンダ通算  | セグンダ通算  | セグンダ通算  | 54     | 1      | —      | —      | —       | —       | —      | —      | 54           | 1            |
| セグンダB通算 | セグンダB通算 | セグンダB通算 | セグンダB通算 | 22     | 1      | —      | —      | —       | —       | —      | —      | 22           | 1            |